# Franck Guéi
Franck Guéi (* 20. Februar 1967; † 31. Dezember 2013 in Abidjan-Plateau) war ein ivorischer Politiker.
Während der Regierungskrise 2010/2011 war er vom 5. Dezember 2010 bis 11. April 2011 Sportminister in der Regierung Aké N’Gbo.
Guéi war als Mitglied der Regierung Aké N'Gbo ab 11. Januar 2011 von Sanktionen der Europäischen Union betroffen. So durfte er nicht in die EU einreisen und seine Gelder wurden eingefroren.
Franck Guéi war der älteste Sohn des Generals Robert Guéï und von Beruf Zahnchirurg. Er starb 2013 in der Polyclinique de L'Indenie in Abidjan-Plateau, wohin er nach Komplikationen seiner Diabetes-Erkrankung verlegt worden war.